# Ficina
La ficina, nota anche come ficaina o ficina E, è una proteasi vegetale appartenente alla famiglia delle proteasi a cisteina (CP), come le più conosciute papaina della papaya e bromelina del gambo d'ananas.
Viene isolata specialmente dal lattice di Ficus glabrata, ma è altresì presente in altre specie di Ficus sp., come Ficus carica e Ficus elastica. La sua sequenza amminoacidica, per i residui vicini al sito attivo, si avvicina alla sequenza corrispondente in papaina.

## Utilizzi
L’azione proteolitica della ficina viene sfruttata per facilitare la digestione delle proteine, con funzionamento analogo a quello di papaina e bromelina. In commercio sono disponibili prodotti che abbinano la ficina a tali proteasi. Oltre all'azione proteolitica, alla ficina viene attribuita anche proprietà vermifuga (capacità di eliminare i vermi intestinali) e viene utilizzata in presenza di infezioni intestinali causate da vermi.